# 印旛郡
- 令制国一覧 > 東海道 > 下総国 > 印旛郡
- 日本 > 関東地方 > 千葉県 > 印旛郡

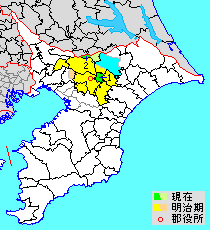
千葉県印旛郡の位置（1.酒々井町 2.栄町。薄緑・水色：後に他郡から編入した区域 薄黄：後に他郡に編入された区域）

印旛郡（いんばぐん）は、千葉県（下総国）の郡。
人口39,481人、面積51.52km²、人口密度766人/km²。（2025年2月1日、推計人口）
以下の2町からなる。
- 酒々井町（しすいまち）
- 栄町（さかえまち）

## 郡域
1878年（明治11年）に行政区画として発足した当時の郡域は、概ね以下の区域にあたる。
- 千葉市
  - 花見川区の一部（大日町・宇那谷町）
- 佐倉市、四街道市、八街市、印西市、白井市、富里市、酒々井町の全域
- 成田市の一部（下方、台方、江弁須、飯田町、飯仲、並木町以南）
- 柏市の一部（呼塚新田・柏堀之内新田・柏下・柏中村下・戸張新田）
- 八千代市の一部（勝田・勝田台・勝田台南を除く印旛放水路以東）
- 鎌ケ谷市の一部（軽井沢）
- 栄町の一部（長門川以西）

但し、古代は四街道市のほぼ全域が含まれてなかった。

## 歴史
当初は「いにわ」と読まれていたが、撥音便が起こり「いんば」に変化した。
応神朝に印波国造が設置され、律令制以前には国造の後裔が支配する印波評が置かれていた。

### 近代以降の沿革
- 「旧高旧領取調帳」に記載されている明治初年時点での当郡域の支配は以下の通り。●は村内に寺社領が、○は寺社除地が存在。（7町266村）

| 知行         | 知行                        | 村数      | 村名 |
| ------------ | --------------------------- | --------- | --- |
| 天領         | 幕府領                      | 50村      | 軽井沢新田、中木戸新田、白井木戸新田、中村新田、八幡新田、発作新田、白幡新田、高西新田、浦幡新田、平塚村新田、浦辺村新田、宝田新田、新木村下、日秀村新田、中里村新田、都部村新田、岡発戸村新田、高野山村新田、我孫子村新田、根戸村新田、松ヶ崎村新田、呼塚新田、柏堀之内新田、柏中新田、戸張村新田、大井村新田、箕輪村新田、岩井村新田、鷲野谷村新田、染井入新田、泉村新田、片山村新田、手賀村新田、布瀬村新田、松崎新田、和泉新田、鹿黒新田、大森新田、宗甫新田、小林新田、西小林新田、安食ト杭新田、公津飯田新田、篠山新田、今倉新田、中沢村、新橋村、戸山新田、関山新田、坪山新田 |
| 天領         | 旗本領                      | 17村      | 折立村、所沢村、野口村、富ヶ沢村、法目村、長殿村、橋本村、名内村、神々廻村、白幡村、浦辺村、萩原村、勢田村、東吉田村、吉倉村、砂村、上砂村 |
| 天領         | 幕府領・旗本領              | 4村       | 富塚村、富ヶ谷村、清戸村、谷田村 |
| 藩領         | 下総佐倉藩                  | 5町 102村 | 師戸村、鎌刈村、大廻村、瀬戸村、平賀村、山田村、吉高村、北須賀村、柏木村、●下岩橋村、伊篠村、尾上村、古沢村、墨村、下台村、酒々井村、中川村、●○大佐倉村、飯田村、岩名村、萩山新田村、土浮村、飯野村、下根村、角来村、●臼井村、臼井台町、●臼井田町、上座村、小竹村、井野村、青菅村、●○先崎村、○保品村、神野村、上高野村、下市場村、上志津村、下志津村、畔田村、生ヶ谷村、飯重村、江原新田、●鏑木村、山崎村、鍋山村、●本佐倉村、本佐倉町、大蛇村、高岡村、上代村、馬橋村、長熊村、高崎村、寒風村、八木村、直弥村、下勝田村、榎戸新田、高松村、文違村、雁丸新田、大関新田、瓜坪新田、天辺村、宮本村、木野子村、神門村、小篠塚村、六崎村、城村、石川村、寺崎村、太田村、大篠塚村、●物井村、亀崎村、羽鳥村、飯郷村、野田村、内黒田村、○宇那谷村、和良比村、鹿渡村、栗山村、長岡村、山梨村、和田村、上野村、小名木村、吉岡村、南波左間村、中台村、中野村、成山村、馬渡村、坂戸村、○内田村、飯塚村、宮内村、西御門村、根古屋村、大谷流村、稲葉村、小谷流村、井野町、将門町 |
| 藩領         | 遠江浜松藩                  | 37村      | 今井新田、亀成新田、惣深新田、甚兵衛新田、和泉屋新田、下曽根新田、佐野屋新田、中根新田、松虫新田、松木新田、下井新田、長門屋新田、中田切新田、行徳新田、押付新田、萩原新田、布鎌酒直新田、布鎌脇川新田、布鎌南四ヶ村新田、布鎌北四ヶ村新田、布鎌北新田、布鎌横須賀新田、布鎌押砂新田、布鎌長門屋新田、布鎌大森新田、布鎌押付新田、布鎌上曽根新田、布鎌南新田、布鎌西新田、布鎌太郎右衛門新田、布鎌利右衛門新田、布鎌源五左衛門新田、布鎌七右衛門新田、布鎌中谷新田、布鎌四ツ谷新田、布鎌下和田新田、布鎌請方新田 |
| 藩領         | 山城淀藩                    | 8村       | 鹿黒村、大森村、竹袋村、平岡村、小林村、物木村、松虫村、笠神村 |
| 藩領         | 佐倉藩・淀藩                | 1村       | 中根村 |
| 幕府領・藩領 | 幕府領・佐倉藩              | 2町 36村  | 武西村、安養寺村、戸神村、多々羅田村、船尾村、松崎村、結縁寺村、吉田村、岩戸村、角田村、船形村、八代村、公津台方村、公津下方村、公津大袋村、公津飯仲村、公津江弁須村、公津新田、上岩橋村、伊篠新田、日吉倉村、久能村、大和村、根木名村、高野村、立沢村、飯積村、米本村、村上村、佐倉町、○上勝田村、米戸村、上別所村、岩富町、岩富村、塩子七曲村、塩子岡田村、用草村 |
| 幕府領・藩領 | 幕府領・淀藩                | 8村       | 小倉村、和泉村、別所村、造谷村、滝村、竜腹寺村、荒野村、酒直ト杭新田 |
| 幕府領・藩領 | 幕府領・浜松藩              | 1村       | 将監新田 |
| 幕府領・藩領 | 幕府領・旗本領・ 下総高岡藩 | 1村       | 平塚村 |
| その他       | 寺社除地                    | 1村       | 下高野村 |

- 慶応4年8月4日（1868年9月19日） - 天領が下総知県事の管轄となる。
- 明治初年（7町263村）
  - 松崎新田が松崎村に、西小林新田が小林村に、関山新田が大関新田にそれぞれ合併。
  - 柏中新田が東葛飾郡柏中新田を合併して印旛郡柏中村下となる。
  - 橋本村が改称して白井橋本村となる。
  - 公津・塩子の冠称を廃止。
- 明治元年9月23日（1868年11月7日） - 遠江浜松藩が転封して上総鶴舞藩となり、郡内の領地が下総知県事の管轄となる。
- 明治2年1月13日（1869年2月23日） - 下総知県事の管轄地域が葛飾県の管轄となる。
- 明治4年（7町264村）
  - 7月14日（1871年8月29日） - 廃藩置県により、藩領が佐倉県、淀県、高岡県の管轄となる。
  - 11月14日（1871年12月25日） - 第1次府県統合により、全域が印旛県の管轄となる。
  - 中沢村の一部が分立して新中沢村となる。
  - 立沢村の一部（切添新田）が分立して立沢新田となる。
  - 戸山新田が上勝田村に合併。
- 明治5年（1872年）（9町268村）
  - 飯野村・下根村のうち屋敷地が分立してそれぞれ飯野町・下根町となる。
  - 開墾地より八街村・七栄村・十倉村・十余一村が起立。
- 明治6年（1873年）
  - 6月15日 - 千葉県の管轄となる。
  - 古沢村が墨村に合併。（9町267村）
- 明治7年（9町255村）
  - 中村新田の一部（手賀村・片山村）が分立して中村となる。
  - 所沢村・野口村が合併して木村となる。
  - 富ヶ沢村・法目村・長殿村・富ヶ谷村が合併して復村となる。
  - 飯郷村・野田村が合併して吉見村となる。
  - 安養寺村が武西村に合併。
  - このころ八幡新田・発作新田・白幡新田が合併して発作村となる。
  - このころ宝田新田・亀成新田が合併して亀成村となる。
  - このころ平塚村新田が平塚村に、鹿黒新田が鹿黒村に、大森新田が大森村に、稲葉村が小谷流村にそれぞれ合併。
- 明治8年（9町250村）
  - 軽井沢新田・中木戸新田・白井木戸新田が合併して根村となる。
  - 布鎌北新田・布鎌北四ヶ村新田・布鎌横須賀新田・布鎌押砂新田が合併して北布鎌村となる。
- 明治9年 - 角来村のうち屋敷地の城外江原が分立して江原町となる。（10町250村）
- 明治11年（1878年）
  - 11月2日 - 郡区町村編制法の千葉県での施行により、行政区画としての印旛郡が発足。「印旛下埴生南相馬郡役所」が佐倉新町[10]に設置され、下埴生郡・南相馬郡とともに管轄。
  - 鍋山村が改称して鍋山新田となる。
  - 染井入新田の所属郡が南相馬郡に変更。（10町249村）
- 明治13年（1880年） - 布鎌利右衛門新田・布鎌源五左衛門新田・布鎌七右衛門新田が合併して布鎌三和村となる。（10町247村）
- 明治19年（1886年） - 布鎌三和村が改称して三和村となる。
- 明治20年（1887年）（10町241村）
  - 柏堀之内新田が東葛飾郡柏堀之内新田に合併。
  - 柏中村下・戸張村新田の所属郡が東葛飾郡に変更。
  - 根戸村新田・松ヶ崎村新田・呼塚新田の所属郡が南相馬郡に変更。

### 町村制以降の沿革

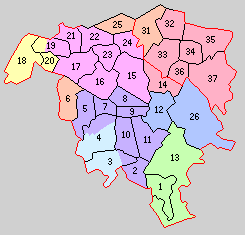
1.川上村 2.弥富村 3.旭村 4.千代田村 5.志津村 6.阿蘇村 7.臼井町 8.内郷村 9.佐倉町 10.根郷村 11.和田村 12.酒々井町 13.八街村 14.公津村 15.六合村 16.宗像村 17.船穂村 18.白井村 19.永治村 20.谷清村 21.大杜村 22.木下町 23.本郷村 24.埜原村 25.布鎌村 26.富里村 31.安食町 32.豊住村 33.八生村 34.中郷村 35.久住村 36.成田町 37.遠山村（紫：佐倉市 赤：成田市 桃：印西市 下橙：八千代市 黄：白井市 緑：八街市 水色：四街道市 上橙：栄町 青：合併なし-酒々井町, 富里市）

- 明治22年（1889年）4月1日 - 町村制施行により以下の町村が発足。▲は飛地を除く。△は飛地のみ。（4町22村）[11]
  - 川上村 ← 大谷流村、吉倉村、東吉田村、上砂村、砂村、勢田村、用草村、根古谷村、小谷流村、岡田村、△八街村（現・八街市）
  - 弥富村 ← 岩富町、岩富村、七曲村、西御門村、宮内村、飯塚村、内田村、坂戸村（現・佐倉市）
  - 旭村 ← 成山村、中台村、中野村、山梨村、和田村、上野村、南波左間村、和良比村、小名木村、鹿渡村、吉岡村（現・四街道市）、馬渡村（現・佐倉市）
  - 千代田村 ← ▲内黒田村、物井村、亀崎村、長岡村、栗山村、△下志津村［下志津新田］（現・四街道市）、羽鳥村、飯重村、吉見村、生ヶ谷村、畔田村（現・佐倉市）
  - 志津村 ← ▲下志津村、上志津村、井野町、青菅村、小竹村、上座村、先崎村、井野村、△内黒田村［字今宿］（現・佐倉市）
  - 阿蘇村 ← 米本村、下市場村、村上村、神野村、保品村、下高野村、上高野村（現・八千代市）
  - 臼井町 ← 臼井村、臼井田町、臼井台町、江原町、江原新田、角来村、△佐倉町［佐倉弥勒町の一部］（現・佐倉市）
  - 内郷村 ← 岩名村、飯野村、土浮村、飯野町、山崎村、下根村、萩山新田、下根町、飯田村、大佐倉村、△佐倉町［佐倉弥勒町の一部］（現・佐倉市）
  - 佐倉町 ← 佐倉町[12]、鏑木村、鍋山新田、▲大蛇村、将門町（現・佐倉市）
  - 根郷村 ← 六崎村、寺崎村、太田村、城村、石川村、木野子村、大篠塚村、小篠塚村、神門村、△佐倉町［佐倉弥勒町の一部］（現・佐倉市）
  - 和田村 ← 直弥村、八木村、高崎村、宮本村、米戸村、寒風村、上別所村、天辺村、▲上勝田村、下勝田村、瓜坪新田、坪山新田、長熊村、上代村、高岡村、△佐倉町［佐倉野狐台町の一部］、△大蛇村（現・佐倉市）
  - 酒々井町 ← 酒々井村、本佐倉村、本佐倉町、下台村、馬橋村、墨村、飯積村、尾上村、中川村、上岩橋村、伊篠村、伊篠新田、今倉新田、下岩橋村、柏木村、篠山新田（現存）
  - 八街村 ← 榎戸新田、▲八街村、大関新田、文違村、雁丸新田、△上勝田村［戸山新田］（現・八街市）
  - 公津村 ← 下方村、台方村、▲江弁須村、大袋村、飯田新田、北須賀村、船形村、八代村、飯仲村、下埴生郡成木新田（現・成田市）
  - 六合村 ← 瀬戸村、平賀村、山田村、吉高村、松虫村、萩原村（現・印西市）
  - 宗像村 ← 岩戸村、鎌刈村、師戸村、大廻村、造谷村、吉田村、△惣深新田［字関ノ台］（現・印西市）
  - 船穂村 ← 船尾村、▲惣深新田、結縁寺村、多々羅田村、戸神村、武西村、松崎村、和泉新田（現・印西市）
  - 白井村 ← 白井橋本村、神々廻村、復村、根村［字軽井沢新田を除く］、木村、名内村、富塚村、中村、折立村、今井新田、中村新田、△白幡村［字弁天前］、△平塚村［字鍵作］（現・白井市）
  - 大杜村 ← 大森村、鹿黒村、発作村、亀成村、南相馬郡△浅間前新田［字流木留］、△相島新田［字六軒堤根北・六軒堤根南］（現・印西市）
  - 永治村 ← 浦辺村、小倉村、和泉村、▲白幡村、浦幡新田、浦辺村新田、高西新田（現・印西市）、▲平塚村（現・白井市）
  - 谷清村 ← 谷田村、清戸村、十余一村（現・白井市）
  - 木下町 ← 竹袋村、別所村、宗甫新田、平岡村、小林村（現・印西市）
  - 本郷村 ← 竜腹寺村、笠神村、中根村、滝村、物木村、荒野村、角田村、△惣深新田［字池ノ台］（現・印西市）
  - 埜原村 ← 下曽根新田、下井新田、▲安食卜杭新田、行徳新田、中根新田、萩原新田、押付新田、小林新田、佐野屋新田、和泉屋新田、長門屋新田、中田切新田、松木新田、酒直卜杭新田、甚兵衛新田、将監新田、松虫新田（現・印西市）
  - 布鎌村 ← 布鎌請方新田、布鎌四ツ谷新田、北布鎌村、布鎌酒直新田、布鎌下和田新田、布鎌脇川新田、布鎌大森新田、布鎌押付新田、布鎌中谷新田、三和村、布鎌太郎右衛門新田、布鎌上曽根新田、布鎌南新田、布鎌西新田、布鎌長門屋新田、布鎌南四ヶ村新田（現・栄町）
  - 富里村 ← 根木名村、大和村、久能村、日吉倉村、七栄村、中沢村、新中沢村、新橋村、十倉村、高松村、立沢村、立沢新田、高野村（現・富里市）
  - 宇那谷村が千葉郡犢橋村、根村の一部（字軽井沢新田）が東葛飾郡鎌ケ谷村、安食卜杭新田の一部（飛地）が下埴生郡境村、公津新田が下埴生郡八生村、江弁須村の一部（飛地）が下埴生郡成田町、新木村下・日秀村新田・中里村新田が同郡湖北村、我孫子村新田・高野山村新田・岡発戸村新田・都部村新田が南相馬郡我孫子町、箕輪村新田・大井村新田が南相馬郡風早村、鷲野谷村新田・岩井村新田・泉村新田・布瀬村新田・手賀村新田・片山村新田が南相馬郡手賀村のそれぞれ一部となる。
- 明治30年（1897年）4月1日 - 郡制の施行により、印旛郡・下埴生郡の区域をもって、改めて印旛郡が発足。安食町、豊住村、八生村、中郷村、久住村、成田町、遠山村が本郡の所属となる。（6町27村）
- 明治32年（1899年）4月1日 - 豊住村の一部（田川）が茨城県稲敷郡金江津村に編入。
- 大正2年（1913年）
  - 4月1日（7町24村）
    - 大杜村が町制施行・改称して大森町となる。（7町26村）
    - 本郷村・埜原村が合併して本埜村が発足。

  - 7月10日 - 谷清村が永治村に編入。
- 大正8年（1919年）1月1日 - 八街村が町制施行して八街町となる。（8町23村）
- 大正12年（1923年）4月1日 - 郡会が廃止。郡役所は存続。
- 大正15年（1926年）7月1日 - 郡役所が廃止。以降は地域区分名称となる。
- 昭和12年（1937年）2月11日 - 佐倉町・内郷村が合併し、改めて佐倉町が発足。（8町22村）
- 昭和15年（1940年）12月23日 - 千代田村が町制施行して千代田町となる。（9町21村）
- 昭和17年（1942年）7月1日 - 「印旛地方事務所」が佐倉町に設置され、本郡を管轄。
- 昭和29年（1954年）
  - 3月30日 - 豊住村の一部（興津）が安食町に編入。
  - 3月31日（6町11村）
    - 成田町・公津村・八生村・中郷村・久住村・遠山村・豊住村が合併して成田市が発足し、郡より離脱。
    - 佐倉町・臼井町・志津村・根郷村・和田村・弥富村が合併して佐倉市が発足し、郡より離脱。

  - 9月1日 - 阿蘇村が千葉郡八千代町に編入。（6町10村）
  - 11月1日 - 八街町・川上村が合併し、改めて八街町が発足。（6町9村）
  - 12月1日 - 木下町・大森町・船穂村および永治村の一部（平塚・谷田・清戸・十余一）が合併して印西町が発足。永治村の残部（浦辺・小倉・和泉・白幡・浦幡新田・浦部村新田・高西新田）が白井村に編入。（5町7村）
- 昭和30年（1955年）
  - 3月10日（5町5村）
    - 六合村・宗像村が合併して印旛村が発足。
    - 旭村の一部（馬渡）が佐倉市に編入。千代田町が旭村の残部と合併して四街道町が発足。

  - 12月1日 - 安食町・布鎌村が合併して栄町が発足。（5町4村）
- 昭和31年（1956年）1月1日 - 栄町が茨城県稲敷郡河内村の一部（生板鍋子新田・龍ケ崎町歩の各一部）を編入。
- 昭和32年（1957年）1月1日 - 四街道町の一部（羽鳥・飯重・吉見・生谷および畔田の一部[13]）が佐倉市に編入。
- 昭和34年（1959年）2月1日 - 四街道町の一部（大日の一部）が千葉市に編入。
- 昭和39年（1964年）9月1日 - 白井村が町制施行して白井町となる。（6町3村）
- 昭和56年（1981年）4月1日 - 四街道町が市制施行して四街道市となり、郡より離脱。（5町3村）
- 昭和60年（1985年）4月1日 - 富里村が町制施行して富里町となる。（6町2村）
- 平成4年（1992年）4月1日 - 八街町が市制施行して八街市となり、郡より離脱。（5町2村）
- 平成8年（1996年）4月1日 - 印西町が市制施行して印西市となり、郡より離脱。（4町2村）
- 平成13年（2001年）4月1日 - 白井町が市制施行して白井市となり、郡より離脱。（3町2村）
- 平成14年（2002年）4月1日 - 富里町が市制施行して富里市となり、郡より離脱。（2町2村）
- 平成22年（2010年）3月23日 - 印旛村・本埜村が印西市に編入。（2町）

### 変遷表
| 明治22年 以前 | 明治22年 4月1日 | 明治22年 - 大正15年                      | 明治22年 - 大正15年           | 昭和1年 - 昭和19年     | 昭和20年 - 昭和29年                 | 昭和30年 - 昭和64年          | 昭和30年 - 昭和64年          | 平成1年 - 現在               | 現在     |
| --- | --------------- | ---------------------------------------- | ----------------------------- | ---------------------- | ----------------------------------- | ---------------------------- | ---------------------------- | ---------------------------- | -------- |
| 佐倉新町 佐倉裏新町 佐倉最上町 佐倉中尾余町 佐倉並木町 佐倉藤沢町 佐倉野狐台町 佐倉樹木町 佐倉海隣寺町 佐倉田町 佐倉弥勒町 佐倉本町 佐倉宮小路町                                                                      | 佐倉町          | 佐倉町                                   | 佐倉町                        | 昭和12年2月11日 佐倉町 | 昭和29年3月31日 佐倉市              | 佐倉市                       | 佐倉市                       | 佐倉市                       | 佐倉市   |
| 鏑木村 大蛇村 鍋山新田 | 佐倉町          | 佐倉町                                   | 佐倉町                        | 昭和12年2月11日 佐倉町 | 昭和29年3月31日 佐倉市              | 佐倉市                       | 佐倉市                       | 佐倉市                       | 佐倉市   |
| 飯野町 下根町 | 内郷村          | 内郷村                                   | 内郷村                        | 昭和12年2月11日 佐倉町 | 昭和29年3月31日 佐倉市              | 佐倉市                       | 佐倉市                       | 佐倉市                       | 佐倉市   |
| 大佐倉村 岩名村 飯野村 土浮村 山崎村 下根村 萩山新田 飯田村 | 内郷村          | 内郷村                                   | 内郷村                        | 昭和12年2月11日 佐倉町 | 昭和29年3月31日 佐倉市              | 佐倉市                       | 佐倉市                       | 佐倉市                       | 佐倉市   |
| 臼井田町 臼井台町 江原町 | 臼井町          | 臼井町                                   | 臼井町                        | 臼井町                 | 昭和29年3月31日 佐倉市              | 佐倉市                       | 佐倉市                       | 佐倉市                       | 佐倉市   |
| 臼井村 江原新田 角来村 | 臼井町          | 臼井町                                   | 臼井町                        | 臼井町                 | 昭和29年3月31日 佐倉市              | 佐倉市                       | 佐倉市                       | 佐倉市                       | 佐倉市   |
| 岩富町 | 弥富村          | 弥富村                                   | 弥富村                        | 弥富村                 | 昭和29年3月31日 佐倉市              | 佐倉市                       | 佐倉市                       | 佐倉市                       | 佐倉市   |
| 岩富村 坂戸村 内田村 飯塚村 宮内村 西御門村 七曲村 | 弥富村          | 弥富村                                   | 弥富村                        | 弥富村                 | 昭和29年3月31日 佐倉市              | 佐倉市                       | 佐倉市                       | 佐倉市                       | 佐倉市   |
| 井野町 | 志津村          | 志津村                                   | 志津村                        | 志津村                 | 昭和29年3月31日 佐倉市              | 佐倉市                       | 佐倉市                       | 佐倉市                       | 佐倉市   |
| 井野村 先崎村 上座村 小竹村 青菅村 下志津村 上志津村 | 志津村          | 志津村                                   | 志津村                        | 志津村                 | 昭和29年3月31日 佐倉市              | 佐倉市                       | 佐倉市                       | 佐倉市                       | 佐倉市   |
| 六崎村 寺崎村 太田村 城村 石川村 大篠塚村 小篠塚村 神門村 木野子村 | 根郷村          | 根郷村                                   | 根郷村                        | 根郷村                 | 昭和29年3月31日 佐倉市              | 佐倉市                       | 佐倉市                       | 佐倉市                       | 佐倉市   |
| 上代村 高岡村 直弥村 八木村 高崎村 宮本村 米戸村 寒風村 上別所村 天辺村 上勝田村 下勝田村 瓜坪新田 坪山新田 長熊村 | 和田村          | 和田村                                   | 和田村                        | 和田村                 | 昭和29年3月31日 佐倉市              | 佐倉市                       | 佐倉市                       | 佐倉市                       | 佐倉市   |
| 羽鳥村 飯重村 吉見村 生ヶ谷村 畔田村 | 千代田村        | 千代田村                                 | 千代田村                      | 昭和15年12月23日 町制  | 千代田町                            | 昭和30年3月10日 四街道町     | 昭和32年1月1日 佐倉市に編入  | 佐倉市                       | 佐倉市   |
| 内黒田村 物井村 亀崎村 長岡村 栗山村 下志津新田 | 千代田村        | 千代田村                                 | 千代田村                      | 昭和15年12月23日 町制  | 千代田町                            | 昭和30年3月10日 四街道町     | 昭和56年4月1日 市制          | 四街道市                     | 四街道市 |
| 成山村 中台村 中野村 小名木村 和田村 上野村 南波左間村 和良比村 山梨村 鹿渡村 吉岡村 | 旭村            | 旭村                                     | 旭村                          | 旭村                   | 旭村                                | 昭和30年3月10日 四街道町     | 昭和56年4月1日 市制          | 四街道市                     | 四街道市 |
| 馬渡村 | 旭村            | 旭村                                     | 旭村                          | 旭村                   | 旭村                                | 昭和30年3月10日 佐倉市に編入 | 昭和30年3月10日 佐倉市に編入 | (佐倉市)                     | (佐倉市) |
| 瀬戸村 山田村 平賀村 吉高村 萩原村 松虫村 | 六合村          | 六合村                                   | 六合村                        | 六合村                 | 六合村                              | 昭和30年3月10日 印旛村       | 昭和30年3月10日 印旛村       | 平成22年3月23日 印西市に編入 | 印西市   |
| 岩戸村 師戸村 鎌刈村 大廻村 造谷村 吉田村 | 宗像村          | 宗像村                                   | 宗像村                        | 宗像村                 | 宗像村                              | 昭和30年3月10日 印旛村       | 昭和30年3月10日 印旛村       | 平成22年3月23日 印西市に編入 | 印西市   |
| 竜腹寺村 笠神村 中根村 滝村 物木村 荒野村 角田村 | 本郷村          | 大正2年4月1日 本埜村                     | 大正2年4月1日 本埜村          | 本埜村                 | 本埜村                              | 本埜村                       | 本埜村                       | 平成22年3月23日 印西市に編入 | 印西市   |
| 下曽根新田 下井新田 松木新田 将監新田 中田切新田 長門屋新田 和泉屋新田 佐野屋新田 甚兵衛新田 中根新田 行徳新田 松虫新田 押付新田 萩原新田 安食卜杭新田 小林新田 酒直卜杭新田                                          | 埜原村          | 大正2年4月1日 本埜村                     | 大正2年4月1日 本埜村          | 本埜村                 | 本埜村                              | 本埜村                       | 本埜村                       | 平成22年3月23日 印西市に編入 | 印西市   |
| 竹袋村 別所村 宗浦新田 平岡村 小林村 | 木下町          | 木下町                                   | 木下町                        | 木下町                 | 昭和29年12月1日 印西町              | 印西町                       | 印西町                       | 平成8年4月1日 市制           | 印西市   |
| 大森村 鹿黒村 発作村 亀成村 | 大杜村          | 大正2年3月1日 町制改称 大森町            | 大正2年3月1日 町制改称 大森町 | 大森町                 | 昭和29年12月1日 印西町              | 印西町                       | 印西町                       | 平成8年4月1日 市制           | 印西市   |
| 船尾村 結縁寺村 多々羅田村 戸神村 武西村 松崎村 泉新田 惣深新田 | 船穂村          | 船穂村                                   | 船穂村                        | 船穂村                 | 昭和29年12月1日 印西町              | 印西町                       | 印西町                       | 平成8年4月1日 市制           | 印西市   |
| 浦部村 小倉村 和泉村 白幡村 浦幡新田 浦部村新田 高西新田 | 永治村          | 永治村                                   | 永治村                        | 永治村                 | 昭和29年12月1日 印西町              | 印西町                       | 印西町                       | 平成8年4月1日 市制           | 印西市   |
| 平塚村 | 永治村          | 永治村                                   | 永治村                        | 永治村                 | 昭和29年12月1日 白井村に編入        | 昭和39年9月1日 町制          | 昭和39年9月1日 町制          | 平成13年4月1日 市制          | 白井市   |
| 谷田村 清戸村 十余一村 | 谷清村          | 大正2年4月1日 永治村に編入               | 大正2年4月1日 永治村に編入    | 永治村                 | 昭和29年12月1日 白井村に編入        | 昭和39年9月1日 町制          | 昭和39年9月1日 町制          | 平成13年4月1日 市制          | 白井市   |
| 白井橋本村 神々廻村 復村 木村 名内村 富塚村 中村 折立村 今井新田 根村 | 白井村          | 白井村                                   | 白井村                        | 白井村                 | 白井村                              | 昭和39年9月1日 町制          | 昭和39年9月1日 町制          | 平成13年4月1日 市制          | 白井市   |
| 八街村 榎戸新田 大関新田 雁丸新田 文違村 | 八街村          | 大正8年1月1日 町制                       | 大正8年1月1日 町制            | 八街町                 | 昭和29年11月1日 八街町              | 八街町                       | 八街町                       | 平成4年4月1日 市制           | 八街市   |
| 大谷流村 吉倉村 東吉田村 上砂村 砂村 勢田村 用草村 根古谷村 小谷流村 岡田村 | 川上村          | 川上村                                   | 川上村                        | 川上村                 | 昭和29年11月1日 八街町              | 八街町                       | 八街町                       | 平成4年4月1日 市制           | 八街市   |
| 根木名村 大和村 久能村 日吉倉村 七栄村 中沢村 新中沢村 新橋村 十倉村 高松村 立沢村 立沢新田 高野村 | 富里村          | 富里村                                   | 富里村                        | 富里村                 | 富里村                              | 昭和60年4月1日 町制          | 昭和60年4月1日 町制          | 平成14年4月1日 市制          | 富里市   |
| 米本村 下市場村 村上村 神野村 保品村 下高野村 上高野村 | 阿蘇村          | 阿蘇村                                   | 阿蘇村                        | 阿蘇村                 | 昭和29年9月1日 千葉郡八千代町に編入 | 昭和42年1月1日 市制          | 昭和42年1月1日 市制          | 八千代市                     | 八千代市 |
| 成木新田 下方村 江弁須村 台方村 大袋村 飯田新田 北須賀村 船形村 八代村 飯仲村 | 公津村          | 公津村                                   | 公津村                        | 公津村                 | 昭和29年3月31日 成田市              | 成田市                       | 成田市                       | 成田市                       | 成田市   |
| 成田町 郷部村 寺台村 土屋村 | 下埴生郡 成田町 | 明治30年4月1日 印旛郡に編入              | 明治30年4月1日 印旛郡に編入   | 成田町                 | 昭和29年3月31日 成田市              | 成田市                       | 成田市                       | 成田市                       | 成田市   |
| 野毛平村 下金山村 和田村 関戸村 赤荻村 新妻村 芦田村 東和泉村 西和泉村 東金山村 | 下埴生郡 中郷村 | 明治30年4月1日 印旛郡に編入              | 明治30年4月1日 印旛郡に編入   | 中郷村                 | 昭和29年3月31日 成田市              | 成田市                       | 成田市                       | 成田市                       | 成田市   |
| 松崎村 大竹村 宝田村 山口村 押畑村 上福田村 下福田村 公津新田 | 下埴生郡 八生村 | 明治30年4月1日 印旛郡に編入              | 明治30年4月1日 印旛郡に編入   | 八生村                 | 昭和29年3月31日 成田市              | 成田市                       | 成田市                       | 成田市                       | 成田市   |
| 荒海村 磯部村 飯岡村 水掛村 大生村 幡谷村 成毛村 大室村 小泉村 土室村 | 下埴生郡 久住村 | 明治30年4月1日 印旛郡に編入              | 明治30年4月1日 印旛郡に編入   | 久住村                 | 昭和29年3月31日 成田市              | 成田市                       | 成田市                       | 成田市                       | 成田市   |
| 吉倉村 畑ヶ田村 川栗村 久米村 大山村 馬場村 長田村 駒井野村 十余三村 堀之内村 東和田村 山ノ作村 | 下埴生郡 遠山村 | 明治30年4月1日 印旛郡に編入              | 明治30年4月1日 印旛郡に編入   | 遠山村                 | 昭和29年3月31日 成田市              | 成田市                       | 成田市                       | 成田市                       | 成田市   |
| 竜台村 北羽鳥村 安西新田村 佐野村 長沼村 南羽鳥村 | 下埴生郡 豊住村 | 明治30年4月1日 印旛郡に編入              | 明治30年4月1日 印旛郡に編入   | 豊住村                 | 昭和29年3月31日 成田市              | 成田市                       | 成田市                       | 成田市                       | 成田市   |
| 興津村 | 下埴生郡 豊住村 | 明治30年4月1日 印旛郡に編入              | 明治30年4月1日 印旛郡に編入   | 豊住村                 | 昭和29年3月31日 安食町に編入        | 昭和30年12月1日 栄町         | 昭和30年12月1日 栄町         | 栄町                         | 栄町     |
| 矢口村 北辺田村 須賀村 麻生村 酒直村 竜角寺村 安食村 | 下埴生郡 境村   | 明治25年12月28日 町制改称 下埴生郡安食町 | 明治30年4月1日 印旛郡に編入   | 安食町                 | 安食町                              | 昭和30年12月1日 栄町         | 昭和30年12月1日 栄町         | 栄町                         | 栄町     |
| 布鎌酒直新田 布鎌下和田新田 布鎌四ッ谷新田 布鎌脇川新田 布鎌請方新田 安食卜杭新田（一部） 布鎌大森新田 布鎌押新田 布鎌上曽根新田 布鎌中谷新田 北布鎌村 布鎌四箇村新田 三和村 布鎌太郎右衛門新田 布鎌南新田 布鎌西新田 | 布鎌村          | 布鎌村                                   | 布鎌村                        | 布鎌村                 | 布鎌村                              | 昭和30年12月1日 栄町         | 昭和30年12月1日 栄町         | 栄町                         | 栄町     |
| 酒々井町 本佐倉町 | 酒々井町        | 酒々井町                                 | 酒々井町                      | 酒々井町               | 酒々井町                            | 酒々井町                     | 酒々井町                     | 酒々井町                     | 酒々井町 |
| 下台村 馬橋村 墨村 飯積村 尾上村 中川村 伊篠村 伊篠新田 篠山新田 今倉新田 下岩橋村 柏木村 本佐倉村 | 酒々井町        | 酒々井町                                 | 酒々井町                      | 酒々井町               | 酒々井町                            | 酒々井町                     | 酒々井町                     | 酒々井町                     | 酒々井町 |

## 行政
印旛・下埴生・南相馬郡長
| 代 | 氏名 | 就任年月日                | 退任年月日                | 備考                                 |
| -- | ---- | ------------------------- | ------------------------- | ------------------------------------ |
| 1  |      | 明治11年（1878年）11月2日 |                           |                                      |
|    |      |                           | 明治30年（1897年）3月31日 | 下埴生郡との合併により旧・印旛郡廃止 |

印旛郡長
| 代 | 氏名 | 就任年月日               | 退任年月日                | 備考                   |
| -- | ---- | ------------------------ | ------------------------- | ---------------------- |
| 1  |      | 明治30年（1897年）4月1日 |                           |                        |
|    |      |                          | 大正15年（1926年）6月30日 | 郡役所廃止により、廃官 |